# مريم كوليبالي
مريم كوليبالي (بالفرنسية: Mariam Coulibaly) (7 أكتوبر 1997 بباماكو في مالي - ) هي لاعبة كرة سلة مالية في مركز الوسط.

## وصلات خارجية
- مريم كوليبالي على موقع الاتحاد الدولي لكرة السلة (الإنجليزية)
- مريم كوليبالي على موقع كرة السلة الأوروبية.كوم (الإنجليزية)
- مريم كوليبالي على موقع بروبوليرز (الإنجليزية)